# Master Roshi
Master Roshi (jap.: Muten Roshi, hrv.: Učitelj Roshi) je lik iz anime/manga serijala Dragon Ball. On je majstor borilačkih vještina i jedan od najjačih likova u originalnom Dragon Ballu. Živi na pustom otoku i često nosi kornjačin oklop na leđima. Zbog toga je još poznat pod imenom kornjačin pustinjak (eng:Turtle Hermit, jap:Kame-Sen'nin). U Dragon Ballu je trenirao Djeda Son Gohana, Ox Kinga, Gokua, Krillina i Yamchu.Ćelav je i ima 300 godina. Pojavljuje se i u Dragon Ball Z, Dragon Ball Super i Dragon Ball Hereos serijalu.  